# Kusti (Vorname)
Kusti ist ein finnischer und estnischer männlicher Vorname.

## Bedeutung und Herkunft
Kusti ist ein Diminutiv der Vornamen Kustaa oder Aukusti.

## Bekannte Namensträger
- Kusti Kulo (1887–1973), finnischer Politiker

als Zweitname:
- Juho Kusti Paasikivi (1870–1956), finnischer Politiker